# Сахнов, Вячеслав Иванович
Вячеслав Иванович Сахнов (4 ноября 1968, Лобня — 17 сентября 2008, Сулейман-Стальский район, Дагестан) — подполковник ФСБ РФ, сотрудник Центра специального назначения ФСБ РФ, старший оперуполномоченный I отдела управления специальных операций Центра специального назначения ФСБ РФ.

## Биография

### Карьера в органах госбезопасности
Родился 4 ноября 1968 года в городе Лобня в семье рабочих. Родители — Иван Михайлович и Тамара Михайловна. Окончил Краснополянскую (Лобненскую) среднюю школу №6 в Мытищинском районе в 1986 году. За время учёбы занимался спортом (карате, хоккеем и боксом), общественной жизнью и художественной самодеятельностью (выступал на праздничных концертах и школах). Однажды даже спас от обморожения свою одноклассницу во время лыжного кросса. Изначально Вячеслав собирался работать в аэропорту Шереметьево, находившемся недалеко от города, ради чего в августе 1986 года поступил в Московский авиационно-технический институт, однако в ноябре того же года, пользуясь правом отсрочки, ушёл из вуза и призвался на военную службу. До сентября 1989 года служил в подразделениях морской пехоты, после завершения службы продолжил обучение в институте. С января 1990 года по контракту служил в КГБ СССР, 26 января произведён в прапорщики КГБ СССР.
После распада СССР Сахнов продолжил службу в органах безопасности, служил в ХОЗУ, УМТО, УЭК, ДКР и отделе ССО. С сентября 1996 года младший оперативный уполномоченный ФСБ РФ в звании младшего лейтенанта; в том же году уехал в Чечню. Из его отряда численностью 20 человек домой вернулись живыми только трое, включая Сахнова, однако он никогда не рассказывал о подробностях своей службы в Чечне. С июля 1999 года служил в Управлении специальных операций Центра специального назначения ФСБ РФ, участвовал в контртеррористических операциях на территории Северного Кавказа. В 2003 году окончил Академию ФСБ России по специальности «Юриспруденция». Подполковник (29 декабря 2007).

### Семья
Был женат, супруга — Ирина. В браке родилась дочь Александра. Увлекался литературой, читал произведения в жанре фэнтези.

### Гибель
В ночь на 17 сентября 2008 года подполковник Сахнов участвовал в операции ликвидации бандгруппы Закира Новрузова численностью 11 человек (с учётом главаря), готовившей захват школы в городе Дербент: банда также была причастна к убийствам сотрудников правоохранительных органов. Базу террористов обнаружили 13 сентября, однако силами ОМОН Республики Дагестан ликвидировать базу не удалось. После нападения ОМОН бандиты предприняли попытку вырваться из окружения.
Операция проходила в Сулейман-Стальском районе Республики Дагестан, недалеко от селения Цмур: бандитов, которые ехали на микроавтобусе «Газель», планировали атаковать из засады на автодороге. Сахнов не должен был участвовать в операции, поскольку нёс службу в это время в Ингушетии с начальником подразделения и участвовал в другой операции, в ходе которой погиб оперативник Александр Атрощанка. Однако Сахнов принял решение оказать помощь оперативникам в Дагестане и отправился на задержание банды Новрузова, численность которой оказалась в два раза больше, чем предполагали в ФСБ. После обстрела микроавтобуса из гранатомёта боевики начали уходить в лес, и группа с риском пошла на штурм.
В ходе боя Сахнов был ранен в печень срикошетившей пулей: ранение оказалось несовместимым с жизнью. От полученного ранения он скончался в госпитале, однако сумел отвлечь бандитов, чем воспользовались оперативники ФСБ. Банда вместе с Новрузовым была полностью уничтожена, её вооружение и боеприпасы были конфискованы, также были обнаружены топографические карты местности и планы школы, которую планировал захватить Новрузов.
20 декабря 2008 года в эфире «Военной программы» на телеканале «Россия» был показан сюжет о спецоперации и об участии подполковника В. И. Сахнова; считается, что действия группы ЦСН ФСБ позволили предотвратить в Дербенте теракт, последствия которых могли бы сравниться с последствиями теракта в Беслане.

### Награды
- орден «За заслуги перед Отечеством» IV степени с мечами (2008, посмертно)[3]
- медаль ордена «За заслуги перед Отечеством» II степени с мечами (2001)[3]
- медаль ордена «За заслуги перед Отечеством» I степени (2006)[3]
- медаль Суворова (1996)[3]
- три медали «За отвагу» (2000, 2007, 2008)[3]
- медали ФСБ «За отличие в военной службе» всех трёх степеней[1]

### Память
- Имя подполковника В.И.Сахнова носит ежегодный турнир по дзюдо среди юношей, посвящённый памяти сотрудников специальных подразделений силовых структур, погибших при исполнении служебного долга[3][5].
- Имя подполковника также присвоено лобненской средней школе №6, один из классов переоформлен под музей. Ежегодно в школе проходит военно-спортивная игра «Рубеж» памяти Сахнова[1], а в годовщину гибели подполковника проходят памятные мероприятия[6].